# Balón de Oro 1980

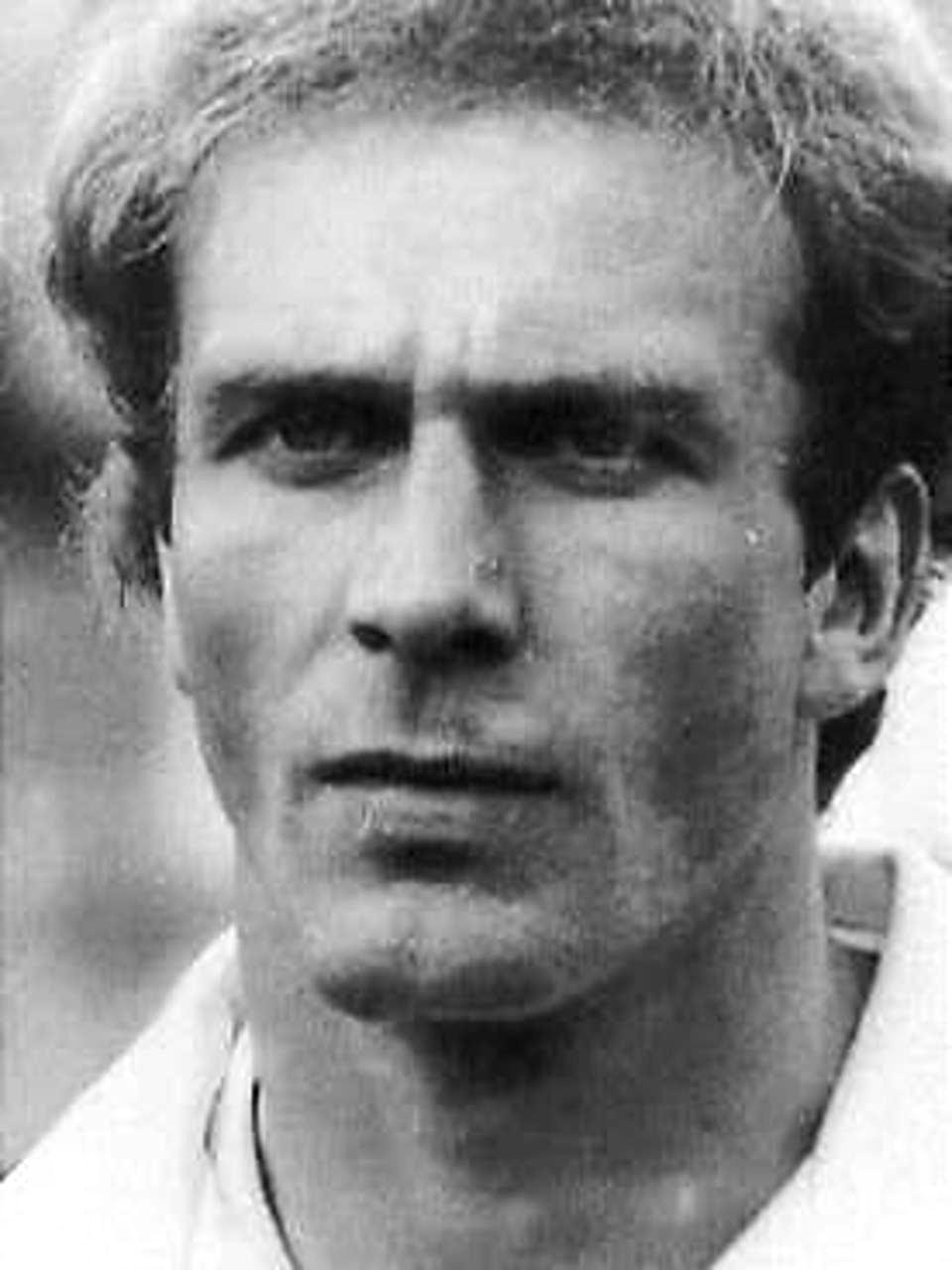
Karl-Heinz Rummenigge.

La edición de 1980 del Balón de Oro, 25ª edición del premio de fútbol creado por la revista francesa France Football, fue ganada por el alemán Karl-Heinz Rummenigge (Bayern Munich).
El jurado estuvo compuesto por 25 periodistas especializados, de cada una de las siguientes asociaciones miembros de la UEFA: Alemania Occidental, Alemania Oriental, Austria, Bélgica, Bulgaria, Checoslovaquia, Dinamarca, Escocia, España, Finlandia, Francia, Hungría, Inglaterra, Irlanda, Italia, Luxemburgo, Países Bajos, Polonia, Portugal, Rumanía, Suecia, Suiza, Turquía, Unión Soviética y Yugoslavia.
El resultado de la votación fue publicado en el número 1812 de France Football, el 30 de diciembre de 1980.

## Sistema de votación
Cada uno de los miembros del jurado elige a los que a su juicio son los cinco mejores futbolistas europeos. El jugador elegido en primer lugar recibe cinco puntos, el elegido en segundo lugar cuatro puntos y así sucesivamente.
De esta forma, se repartieron 375 puntos, siendo 125 el máximo número de puntos que podía obtener cada jugador (en caso de que los 25 miembros del jurado le asignaran cinco puntos).

## Clasificación final
| Puesto | Jugador               | Equipo                         | Votos | Votos | Votos | Votos | Votos | Votos | Puntos |
| Puesto | Jugador               | Equipo                         | 1º    | 2º    | 3º    | 4º    | 5º    | Total | Puntos |
| ------ | --------------------- | ------------------------------ | ----- | ----- | ----- | ----- | ----- | ----- | ------ |
| 1º     | Karl-Heinz Rummenigge | Bayern Munich                  | 24    |       |       | 1     |       | 25    | 122    |
| 2º     | Bernd Schuster        | Colonia / Barcelona            | 1     | 3     | 3     | 3     | 2     | 12    | 34     |
| 3º     | Michel Platini        | Saint-Etienne                  |       | 3     | 4     | 2     | 5     | 14    | 33     |
| 4º     | Wilfried Van Moer     | Beringen / Beveren             |       | 4     | 2     | 2     | 1     | 9     | 27     |
| 5º     | Jan Ceulemans         | Brujas                         |       | 3     | 1     | 2     | 1     | 7     | 20     |
| 6º     | Horst Hrubesch        | Hamburgo                       |       | 1     | 2     | 4     |       | 7     | 18     |
| 7º     | Herbert Prohaska      | Austria Viena / Inter de Milán |       | 2     | 2     |       |       | 4     | 14     |
| 8º     | Liam Brady            | Arsenal / Juventus             |       | 2     | 1     |       |       | 3     | 11     |
|        | Hansi Müller          | Stuttgart                      |       | 1     | 2     |       | 1     | 4     | 11     |
| 10º    | Manfred Kaltz         | Hamburgo                       |       |       | 2     | 2     |       | 4     | 10     |
| 11º    | Erwin Vandenbergh     | Lierse                         |       | 2     |       |       | 1     | 3     | 9      |
|        | Dino Zoff             | Juventus                       |       | 1     | 1     | 1     |       | 3     | 9      |
|        | Luis Miguel Arconada  | Real Sociedad                  |       |       | 2     |       | 3     | 5     | 9      |
| 14º    | Kenny Dalglish        | Liverpool                      |       |       | 1     |       | 2     | 3     | 5      |
|        | Bruno Pezzey          | Eintracht Frankfurt            |       |       |       | 2     | 1     | 3     | 5      |
| 16º    | Viv Anderson          | Nottingham Forest              |       | 1     |       |       |       | 1     | 4      |
|        | Francesco Graziani    | Torino                         |       | 1     |       |       |       | 1     | 4      |
|        | Terry McDermott       | Liverpool                      |       | 1     |       |       |       | 1     | 4      |
|        | Ruud Krol             | Ajax / Nápoles                 |       |       |       | 2     |       | 2     | 4      |
| 20º    | Manuel Bento          | Benfica                        |       |       | 1     |       |       | 1     | 3      |
|        | Ladislav Vízek        | Dukla Praga                    |       |       | 1     |       |       | 1     | 3      |
| 22º    | Frank Arnesen         | Ajax                           |       |       |       | 1     |       | 1     | 2      |
|        | David O’Leary         | Arsenal                        |       |       |       | 1     |       | 1     | 2      |
|        | Antonin Panenka       | Bohemians Praga                |       |       |       | 1     |       | 1     | 2      |
|        | Vladimir Petrovic     | Estrella Roja                  |       |       |       | 1     |       | 1     | 2      |
|        | Zbigniew Boniek       | Widzew Łódź                    |       |       |       |       | 2     | 2     | 2      |
| 27º    | Giancarlo Antognoni   | Fiorentina                     |       |       |       |       | 1     | 1     | 1      |
|        | Alessandro Altobelli  | Inter de Milán                 |       |       |       |       | 1     | 1     | 1      |
|        | Trevor Francis        | Nottingham Forest              |       |       |       |       | 1     | 1     | 1      |
|        | Zdenek Nehoda         | Dukla Praga                    |       |       |       |       | 1     | 1     | 1      |
|        | Marcel Răducanu       | Steaua Bucarest                |       |       |       |       | 1     | 1     | 1      |
|        | Peter Shilton         | Nottingham Forest              |       |       |       |       | 1     | 1     | 1      |

## Curiosidades
- Karl-Heinz Rummenigge obtuvo el mayor porcentaje de votos en una temporada desde la creación del Balón de Oro. Su récord fue superado 4 años más tarde por Michel Platini.
- Luis Miguel Arconada se convierte en el primer jugador de la Real Sociedad en obtener algún punto en la clasificación del Balón de Oro.